# Dengue
Dengue of knokkelkoorts is een tropische infectieziekte die wordt veroorzaakt door het denguevirus. Tot de symptomen behoren koorts, hoofdpijn, spierpijn en gewrichtspijn, en een kenmerkende huiduitslag die lijkt op die van de mazelen. In een klein deel van de gevallen ontwikkelt de ziekte zich tot de levensbedreigende dengue-hemorragische koorts met bloedingen, laag aantal bloedplaatjes en lekkage van bloedplasma, of tot het dengue-shocksyndroom, waarbij sprake is van gevaarlijk lage bloeddruk.
Het denguevirus wordt overgedragen door verschillende soorten steekmuggen van het geslacht Aedes, voornamelijk door de A. aegypti (denguemug). Er zijn vijf verschillende typen van het virus; infectie met één type biedt doorgaans levenslange immuniteit voor dat type, maar slechts kortdurende immuniteit voor de andere typen. Een latere infectie met een ander type verhoogt de kans op ernstige complicaties. Hoewel er een vaccin bestaat, komt preventie er vooral op neer dat het leefgebied van de muggen wordt ingeperkt, hun aantal wordt gereduceerd en de kans op beten wordt verkleind.
De behandeling van acute dengue is ondersteunend van aard. Bij lichte of middelzware gevallen wordt door drinken of via een infuus gezorgd voor rehydratie. Bij ernstigere gevallen worden vloeistoffen via een infuus en bloedtransfusie toegediend. De incidentie van dengue is sterk gestegen sinds de jaren 60 tot circa 50 tot 100 miljoen infecties per jaar. De eerste beschrijvingen van de aandoening dateren uit 1779 en het veroorzakende virus en de overdracht werden aan het begin van de 20e eeuw ontdekt. Dengue is na de Tweede Wereldoorlog een wereldwijd probleem geworden en is endemisch in meer dan 110 landen. Naast het uitschakelen van de muggen wordt gewerkt aan een vaccin en aan een geneesmiddel dat rechtstreeks op het virus is gericht.

## Klachten en verschijnselen

Schematische voorstelling van de symptomen van dengue

Patiënten met een infectie van het denguevirus vertonen doorgaans geen symptomen (80%) of slechts lichte symptomen zoals ongecompliceerde koorts. Anderen zijn ernstiger ziek (5%) en bij een klein percentage is de ziekte levensbedreigend. De incubatietijd (tijd tussen blootstelling en het begin van de symptomen) varieert van 3 tot 14 dagen, maar is meestal 4 tot 7 dagen. Daarom hebben reizigers uit gebieden waar de ziekte heerst waarschijnlijk geen dengue als zij pas meer dan 14 dagen na thuiskomst koorts of andere symptomen krijgen. Kinderen hebben vaak symptomen die lijken op die van een verkoudheid en buikgriep (overgeven en diarree), en hebben meestal minder ernstige symptomen dan volwassenen. Kinderen zijn echter wel gevoeliger voor de ernstige complicaties.

### Ziekteverloop
De kenmerkende symptomen van dengue zijn plotseling optredende koorts, hoofdpijn (doorgaans achter de ogen), pijn in spieren en gewrichten en huiduitslag. De alternatieve naam voor dengue, "knokkelkoorts", is afkomstig van de gewrichtspijn waarmee de ziekte gepaard gaat. De infectie verloopt in drie fasen: koorts, kritieke fase en herstel.
In de koortsfase is sprake van hoge koorts, vaak meer dan 40 °C, gepaard met pijn in de ledematen en hoofdpijn. Dit duurt meestal twee tot zeven dagen. In deze fase krijgt 50–80% van de mensen met symptomen huiduitslag. De uitslag manifesteert zich op de eerste of tweede dag van de symptomen als rode huid of later tijdens de ziekte (dag 4–7) als een grofvlekkige (mazelenachtige) uitslag. Enige petechiën (kleine rode vlekjes die niet verdwijnen als op de huid wordt gedrukt en die worden veroorzaakt door beschadigde haarvaten) kunnen zich in deze fase voordoen, evenals lichte bloedingen van de slijmvliezen van de mond en neus. De koorts zelf verloopt volgens een klassiek bifasisch patroon, met een onderbreking en dan terugkeer van een of twee dagen, hoewel het aantal herhalingen van dit patroon sterk varieert.
Bij sommige mensen ontwikkelt de ziekte zich tot een kritieke fase, die volgt nadat de hoge koorts is verdwenen en die meestal een of twee dagen duurt. In deze fase kan zich een aanzienlijke hoeveelheid vocht ophopen in de borstkas en buikholte ten gevolge van verhoogde doorlaatbaarheid van de vaatwand en lekkage. Dit leidt tot een te laag circulerend bloedvolume en een te lage bloedtoevoer naar vitale organen. In deze fase kunnen organen stoppen met functioneren en kunnen ernstige bloedingen optreden, meestal in het maag-darmstelsel. In minder dan 5% van alle gevallen van dengue doen zich shock (dengue-shocksyndroom) en bloedingen (dengue-hemorragische koorts) voor, maar wie eerder een infectie met een ander serotype van het denguevirus heeft gehad ("tweede infectie"), loopt een verhoogd risico.
De herstelfase volgt daarna, waarbij de weggelekte vloeistof in de bloedstroom terugkomt. Dit duurt meestal twee tot drie dagen. De verbetering is vaak opmerkelijk, maar kan gepaard gaan met ernstige jeuk en een vertraagd hartritme. Er kan opnieuw sprake zijn van uitslag die eruitziet als maculopapuleuze uitslag of vasculitische uitslag en die wordt gevolgd door vervelling. In deze fase kan overvulling met vocht plaatsvinden; als dit van invloed is op de hersenen, kunnen zich veranderingen in het bewustzijn of insulten voordoen. Een gevoel van vermoeidheid kan daarna nog weken aanhouden.

### Aanverwante problemen
Dengue kan soms van invloed zijn op verschillende andere lichaamssystemen, afzonderlijk of in combinatie met de klassieke denguesymptomen. Verlaagd bewustzijn doet zich voor bij 0,5–6% van de ernstige gevallen, wat kan worden toegeschreven aan hersenontsteking door het virus of een indirect gevolg is van de verzwakking van vitale organen, bijvoorbeeld de lever.
Er is in samenhang met dengue melding gemaakt van andere neurologische aandoeningen, zoals ontsteking van het ruggenmerg en het syndroom van Guillain-Barré. Ontsteking van de hartspier en acuut leverfalen behoren tot de zeldzamer complicaties.

## Oorzaak

### Virologie

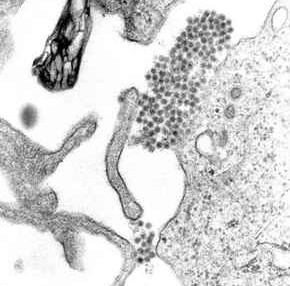
Een TEM microscoopfoto van virionen van het denguevirus (de verzameling donkere stippen bij het midden)

Het denguevirus (DENV) is een RNA-virus uit de familie van Flaviviridae, het geslacht Flavivirus. Andere leden van hetzelfde geslacht zijn gelekoortsvirus, westnijlvirus, St. Louis-encefalitisvirus, Japanse-encefalitisvirus, teken meningo-encefalitisvirus, Kyasanur Forest-virus en Omsk hemorragische-koortsvirus. De meeste worden overgedragen door geleedpotigen (muggen of teken) en worden daarom ook wel arbovirussen genoemd (van arthropod-borne = door geleedpotigen gedragen).
Het genoom (genetisch materiaal) van het denguevirus bevat ongeveer 11.000 nucleotidebasen, die de code bepalen van de drie verschillende typen eiwitmoleculen (C, prM en E) die het virusdeeltje vormen, en zeven andere typen eiwitmoleculen (NS1, NS2a, NS2b, NS3, NS4a, NS4b, NS5) die alleen in geïnfecteerde gastheercellen worden gevonden en die nodig zijn voor vermenigvuldiging van het virus. Er zijn vijf stammen van het virus. Deze eerste vier worden aangeduid met DENV-1, DENV-2, DENV-3 en DENV-4 (serotype 1-4). Een vijfde serotype is beschreven in 2013. Alle serotypen kunnen het volledige ziektebeeld teweegbrengen. Aangenomen wordt dat infectie met één serotype leidt tot levenslange immuniteit voor dat ene serotype, maar slechts korte tijd bescherming biedt tegen de andere.
De ernstige complicaties bij een tweede infectie doen zich vooral voor als iemand eerder is blootgesteld aan serotype DENV-1 en vervolgens serotype DENV-2 of serotype DENV-3 oploopt, of als iemand eerder type DENV-3 heeft gehad en dan DENV-2 krijgt.

### Overdracht

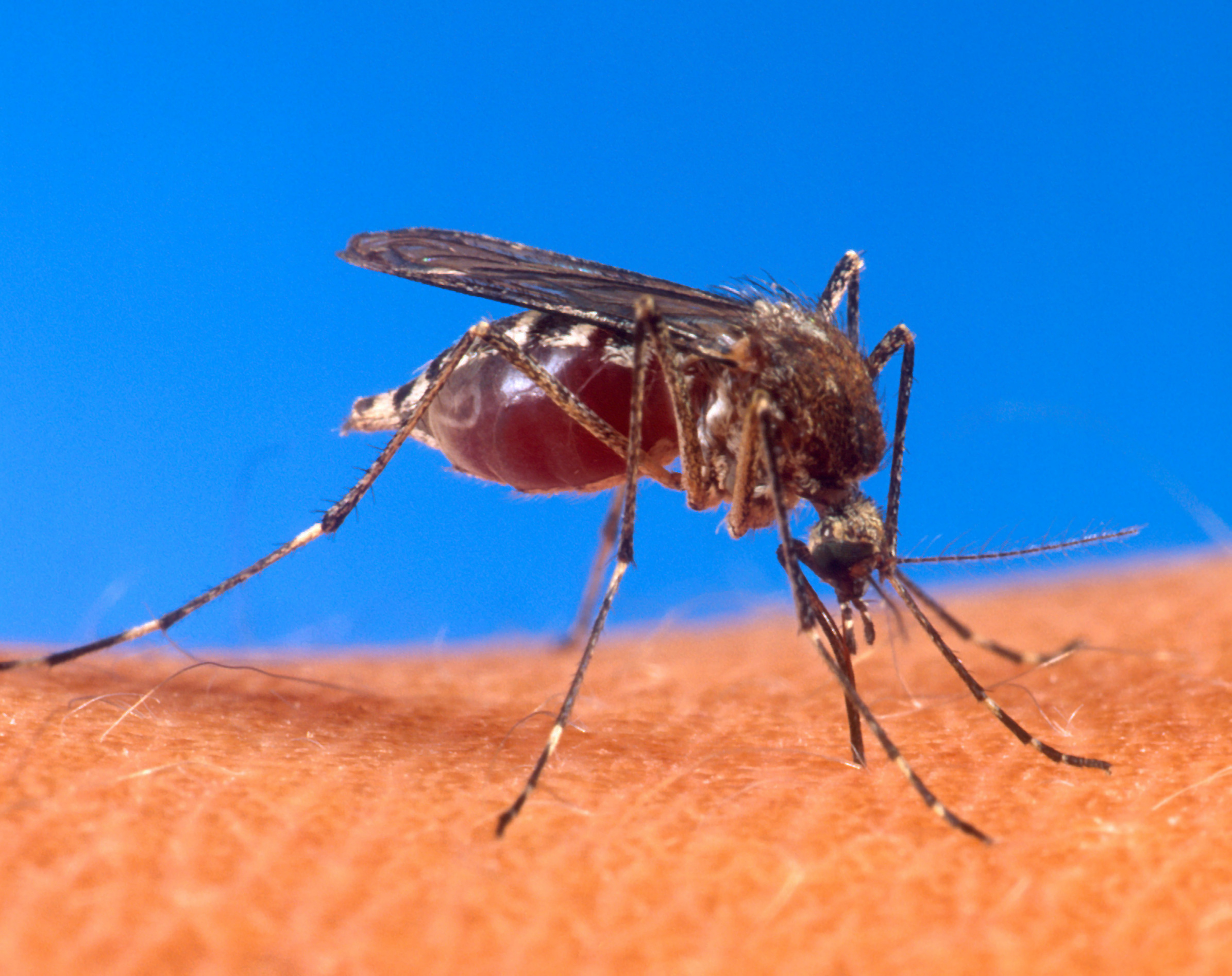
De mug Aedes aegypti die zich voedt met een menselijke gastheer

Het denguevirus wordt vooral overgedragen door Aedes-muggen, in het bijzonder de A. aegypti (denguemug). Deze muggen leven gewoonlijk tussen breedtegraden 35° noorderbreedte en 35° zuiderbreedte onder een hoogte van 1000m. De muggen steken voornamelijk overdag. Andere Aedes-soorten die de ziekte overbrengen, zijn de A. albopictus (tijgermug), de A. polynesiensis en de A. scutellaris. Mensen zijn de voornaamste gastheer van het virus, maar het komt ook voor onder niet-menselijke primaten. Eén enkele steek kan al leiden tot een infectie. Een vrouwtjesmug die bloed opzuigt van iemand die besmet is met dengue, raakt zelf besmet met het virus in de cellen van de darmwand. Ongeveer 8 tot 10 dagen daarna verspreidt het virus zich naar andere weefsels, inclusief de speekselklieren van de mug, waarna het in het speeksel terechtkomt. Het virus lijkt geen schadelijke uitwerking te hebben op de mug, die levenslang besmet blijft. Aedes aegypti legt eitjes bij voorkeur in kunstmatige waterbekkens om in de nabijheid van mensen te leven en zich te voeden met mensen in plaats van andere gewervelde dieren.
Dengue kan ook worden overgedragen door geïnfecteerde bloedproducten en orgaandonatie. In landen zoals Singapore, waar dengue endemisch is, wordt het risico geschat op 1,6 tot 6 per 10.000 transfusies. Er is melding gemaakt van verticale transmissie (van moeder op kind) tijdens de zwangerschap of bij de geboorte. Er zijn ook andere vormen van overdracht van mens op mens geconstateerd, maar die komen erg weinig voor.

### Vatbaarheid
Ernstige ziekteverschijnselen komen vooral voor bij baby's en jonge kinderen, en in tegenstelling tot vele andere infecties vaker bij kinderen die relatief goed doorvoed zijn. Vrouwen lopen een groter risico dan mannen. Dengue kan levensbedreigend zijn voor mensen met chronische ziekten zoals diabetes en astma.
Polymorfismen (normale variaties) in bepaalde genen zijn wel in verband gebracht met een verhoogd risico op ernstige denguecomplicaties. Voorbeelden zijn onder meer de genetische code voor de eiwitten die bekendstaan als TNFα, mannosebindend lectine, CTLA4, TGFβ, DC-SIGN en bepaalde allelen van humaan leukocytenantigeen. Een veel voorkomende genetische afwijking bij Afrikanen die bekendstaat als glucose-6-fosfaatdehydrogenase-deficiëntie lijkt een verhoogd risico met zich mee te brengen. Polymorfismen in de genen van de vitamine D-receptor en de FcγR (immunoglobulinen-receptor) lijken bij een tweede dengue-infectie bescherming te bieden tegen ernstige ziekte.

## Werking
Wanneer iemand gebeten wordt door een mug met het dengue-virus dan komt het virus de huid binnen samen met het speeksel van de mug. Het virus hecht zich aan witte bloedcellen, dringt die binnen en vermenigvuldigt zich in die cellen terwijl die zich door het lichaam voortbewegen. De witte bloedcellen reageren door een aantal signaaleiwitten te produceren, zoals interferon, die verantwoordelijk zijn voor veel van de symptomen, zoals de koorts, de griepachtige symptomen en de hevige pijn. Bij een ernstige infectie neemt de virusproductie in het lichaam drastisch toe en kunnen veel meer organen (zoals de lever en het beenmerg) worden aangetast. Tevens lekt er vocht uit de bloedstroom via de wand van de kleine bloedvaten naar lichaamsholten, met als gevolg dat er minder bloed door de vaten stroomt en de bloeddruk zo laag wordt dat het lichaam de vitale organen niet van voldoende bloed kan voorzien. Bovendien leidt het slecht functioneren van het beenmerg tot minder bloedplaatjes die nodig zijn voor een doeltreffende bloedstolling; dit vergroot het risico op bloedingen, de andere belangrijke complicatie van dengue.

### Vermenigvuldiging van het virus
Eenmaal in de huid gedrongen, hecht het dengue-virus zich aan de Langerhanscellen (dendritische cellen in de huid die pathogenen opsporen). Het virus dringt de cellen binnen doordat viruseiwitten zich hechten aan membraaneiwitten op de cellen van Langerhans, met name het type C-lectine dat DC-SIGN heet, mannose-receptoren en CLEC5A. DC-SIGN, een aspecifieke receptor voor lichaamsvreemde stoffen op dendritische cellen, lijkt de voornaamste toegangsweg te zijn. De dendritische cel begeeft zich naar de dichtstbijzijnde lymfeklier. Ondertussen wordt het genoom van het virus gekopieerd in de aan het membraan gebonden blaasjes op het endoplasmatisch reticulum van de cel, waar het eiwitsynthese-mechanisme van de cel nieuwe viruseiwitten produceert en het virale RNA wordt gekopieerd. De onvolgroeide virusdeeltjes worden vervoerd naar het Golgiapparaat, dat deel van de cel waar sommige eiwitten de benodigde suikerketens (glycoproteïne) krijgen. De inmiddels volgroeide nieuwe virussen ontkiemen op het oppervlak van de geïnfecteerde cel en worden afgescheiden door middel van exocytose. Vervolgens kunnen ze andere witte bloedcellen binnendringen, zoals monocyten en macrofagen.
De eerste reactie van geïnfecteerde cellen is het produceren van interferon, behorende tot de groep cytokinen. Via het aangeboren immuunsysteem stelt interferon verschillende afweermechanismen tegen virale infecties in werking door het verhogen van de productie van een grote groep eiwitten, overgebracht via de JAK-STAT-signaaltransductieroute. Sommige serotypen van het dengue-virus lijken in staat te zijn dit proces te vertragen. Interferon stelt ook het adaptieve immuunsysteem in werking. Hierdoor worden zowel antilichamen als T-cellen geproduceerd die geïnfecteerde cellen rechtstreeks aanvallen. Sommige van deze antilichamen hechten zich stevig vast aan de viruseiwitten en proberen ze af te breken door middel van fagocytose (opname en vernietiging door gespecialiseerde cellen). Andere antilichamen hechten zich echter minder goed aan het virus en lijken het virus over te brengen naar een deel van de fagocyten waar het niet vernietigd wordt, maar zich juist verder kan voortplanten.

### Ernstige dengue
Het is niet helemaal duidelijk waarom een tweede infectie met een andere stam van het dengue-virus risico op dengue-hemorragische koorts of op het dengue-shocksyndroom met zich meebrengt. De meest geaccepteerde mogelijke oorzaak is die van de "antilichaam-afhankelijke versterking". Hoe dit precies werkt, is onduidelijk. Het zou kunnen zijn dat niet-neutraliserende antilichamen zich slecht hechten en het virus afleveren in het verkeerde deel van de witte bloedcel die het virus heeft opgenomen ter vernietiging. Men heeft het vermoeden dat antilichaam-afhankelijke versterking niet het enige mechanisme is dat ten grondslag ligt aan de complicaties van ernstige dengue. Verschillende onderzoeken doen vermoeden dat T-cellen en oplosbare factoren zoals cytokinen en het complementsysteem eveneens een rol spelen.
Ernstige dengue wordt gekenmerkt door twee problemen: een gestoorde functie van het endotheel (de cellen die de binnenkant van de bloedvaten bekleden) en een verstoorde bloedstolling. Het slecht functioneren van het endotheel leidt tot het lekken van vocht uit de bloedvaten naar de buik- en de borstholte, een verstoorde bloedstolling leidt tot bloedingen. Hogere virale waarden in het bloed en de betrokkenheid van andere organen (zoals het beenmerg en de lever) gaan gepaard met ernstiger vormen van dengue. Cellen in de aangetaste organen sterven af, hetgeen leidt tot afgifte van cytokinen en activering van zowel bloedstollings- als fibrinolyse-mechanismen (de tegengestelde mechanismen van bloedstolling en stolselafbraak). Deze veranderingen samen leiden tot zowel een verstoorde werking van het endotheel als een verstoorde bloedstolling.

## Diagnostiek
De diagnose van dengue wordt meestal klinisch gesteld op basis van gerapporteerde symptomen en lichamelijk onderzoek; dit geldt vooral in endemische gebieden. Een vroeg stadium van de ziekte is soms echter moeilijk te onderscheiden van andere virusinfecties. Een aannemelijke diagnose is gebaseerd op de vaststelling van koorts plus twee van de volgende symptomen: misselijkheid en overgeven, huiduitslag, pijn overal in het lichaam, laag aantal witte bloedcellen, positieve "tourniquet-test", of een van de waarschuwingssignalen (zie tabel) bij iemand die in een endemisch gebied woont. Waarschuwingssignalen zijn meestal al waar te nemen voordat ernstige dengue ontstaat. De "tourniquet-test", vooral nuttig in gebieden waar geen laboratoriumonderzoek beschikbaar is, bestaat uit het vijf minuten lang aanbrengen van een bloeddrukmeter-manchet, gevolgd door het tellen van het aantal petechiën (puntvormige huidbloedingen); hoe meer petechiën, des te aannemelijker de dengue-diagnose.
De diagnose moet overwogen worden bij iedereen die binnen twee weken na een bezoek aan de tropen of de subtropen koorts krijgt. Het kan lastig zijn om dengue te onderscheiden van chikungunya, een virale infectie met vergelijkbare symptomen die in dezelfde gebieden voorkomt als dengue. Vaak doet men onderzoek om andere ziekten met vergelijkbare symptomen zoals malaria, leptospirose, tyfus en meningokokken-infectie uit te sluiten.
De eerste aanwijsbare afwijking bij laboratoriumonderzoek is een verlaagd aantal witte bloedcellen, hetgeen gevolgd kan worden door te weinig bloedplaatjes en metabole acidose. Bij ernstige dengue zorgt het weglekken van plasma voor indikking van het bloed (merkbaar aan een verhoogde hematocrietwaarde) en hypoalbuminemie. Vocht in de pleuraholte en ascites (waterbuik) zijn met lichamelijk onderzoek te vinden wanneer er voldoende vocht is, maar het aantonen van de aanwezigheid van vocht met echografie kan bijdragen aan een vroege vaststelling van het dengue-shocksyndroom. Het gebruik van echografie is echter beperkt doordat er op veel plaatsen geen apparaat beschikbaar is.

### Classificatie
In de classificatie van de Wereldgezondheidsorganisatie (WHO) uit 2009 wordt dengue opgedeeld in twee groepen: ongecompliceerd en ernstig. Deze classificatie van de WHO vervangt die uit 1997, die vereenvoudigd moest worden omdat zij te beperkend werd gevonden, maar nog wel veel gebruikt wordt. In de classificatie uit 1997 werd dengue opgedeeld in ongedifferentieerde koorts, dengue-koorts en dengue-hemorragische koorts. Dengue-hemorragische koorts was verder opgedeeld in de gradaties I–IV. Graad I betekent dat iemand met koorts alleen makkelijk bloeduitstortingen krijgt of een positieve tourniquet-test heeft, graad II betekent de aanwezigheid van spontane bloedingen in de huid en elders, graad III betekent de aanwezigheid van klinisch bewijs voor shock, en graad IV is een shock die zo ernstig is dat er geen bloeddruk en polsslag vastgesteld kunnen worden. Graad III en IV worden aangeduid als het "dengue-shocksyndroom".

### Laboratoriumonderzoek
Dengue kan worden vastgesteld aan de hand van microbiologisch laboratoriumonderzoek. Dit kan worden gedaan door het isoleren van het virus in celkweken, detectie van het genetische materiaal van het virus door middel van PCR, onderzoek naar de aanwezigheid van virale antigenen of specifieke antilichamen (serologie). Het isoleren van virussen en nucleïnezuur-detectie zijn accuratere testen dan antigeen-detectie, maar deze testen zijn niet overal beschikbaar doordat ze duurder zijn. Alle testresultaten kunnen negatief zijn in een vroeg stadium van de ziekte. PCR en virale antigeen-detectie zijn accuratere testen tijdens de eerste zeven dagen. De introductie van een PCR-test in 2012 die kan worden uitgevoerd met apparatuur die ook wordt gebruikt voor het diagnosticeren van influenza, maakt PCR-testen voor een groter publiek toegankelijk.
Al deze laboratoriumonderzoeken, met uitzondering van serologie, hebben alleen diagnostische waarde tijdens de acute fase van de ziekte. Testen op antilichamen die specifiek zijn voor het dengue-virus met behulp van IgG- en IgM-tests kan nuttig zijn voor het stellen van een diagnose in de latere fasen van de ziekte. Zowel immunoglobuline G (IgG) als immunoglobuline M (IgM) worden na 5 à 7 dagen geproduceerd. Een eerste infectie zorgt voor de hoogste waarden (titers) van IgM, maar het lichaam produceert ook IgM bij een tweede of derde infectie. Dertig tot negentig dagen na een eerste infectie is het IgM niet meer vast te stellen, in het geval van herinfectie is dit eerder. IgG daarentegen kan men nog meer dan zestig jaar na de infectie vaststellen en in afwezigheid van symptomen is het een goede indicator voor een infectie in het verleden. Bij een eerste infectie bereikt de IgG-concentratie zijn hoogste waarde in het bloed na 14–21 dagen. Bij volgende infecties wordt de top eerder bereikt en zijn de titers meestal hoger. Zowel IgG als IgM zorgen voor bescherming tegen het infecterende serotype van het virus. In laboratoriumtests kunnen de IgG- en de IgM-antilichamen een kruisreactie veroorzaken met andere flavivirussen zoals het gelekoortsvirus, hetgeen de interpretatie van de serologie kan bemoeilijken. Het vaststellen van IgG op zich is niet voldoende voor het stellen van een diagnose, tenzij de bloedmonsters afgenomen zijn met een tussenperiode van veertien dagen en de concentratie van het IgG meer dan verviervoudigd is. Bij mensen die symptomen vertonen is het vaststellen van IgM voldoende voor het stellen van een diagnose.

## Preventie

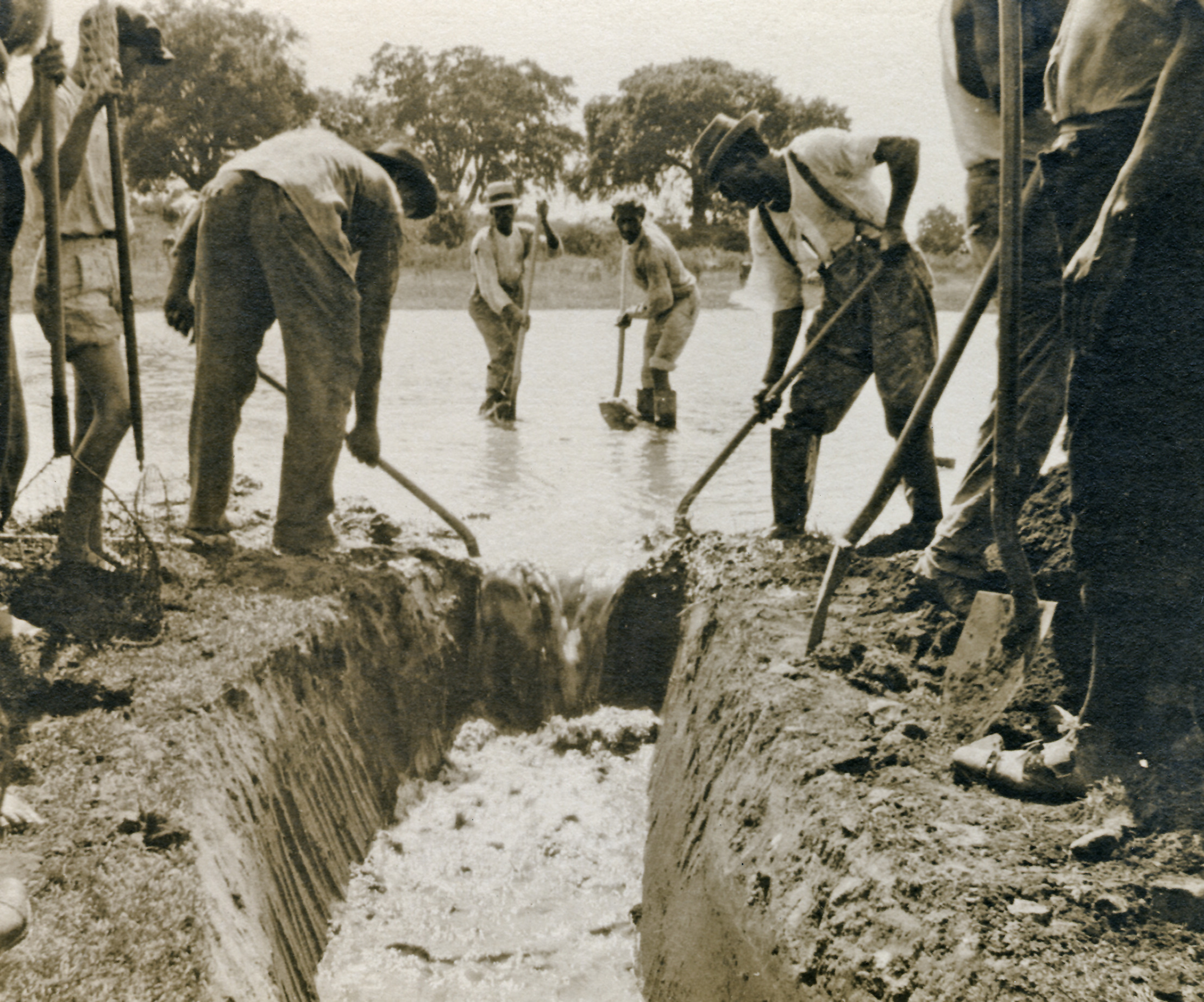
Een foto uit 1920 met daarop mensen die proberen stilstaand water weg te laten stromen om zo de muggenpopulaties te verkleinen

Er bestond tot december 2015 geen goedgekeurd vaccin voor dengue. Preventie bestaat dus uit het beheersen van en bescherming tegen de muggenbeten van de mug die de ziekte overdraagt. De Wereldgezondheidsorganisatie adviseert een geïntegreerd programma om de ziekte onder controle te krijgen, bestaande uit vijf onderdelen: (1) voorlichting, sociale mobilisatie en wetgeving om ervoor te zorgen dat publieke gezondheidszorgorganisaties en samenlevingen sterk gemaakt worden, (2) samenwerking tussen de gezondheidssector en andere sectoren (publiek en privaat), (3) een geïntegreerde aanpak van de beheersing van de ziekte zodat hulpbronnen optimaal worden benut, (4) een besluitvorming op basis van wetenschappelijk bewijs om ervoor te zorgen dat alle interventies doelgericht zijn en (5) het aanleren van vaardigheden om ervoor te zorgen dat men adequaat kan reageren op de lokale situatie.
De belangrijkste methode om A. aegypti onder controle te krijgen is door zijn habitat te verwijderen. Dit doet men door waterreservoirs te legen of door er insecticiden of biologische bestrijdingsmiddelen aan toe te voegen, ook al is men van mening dat het spuiten met insecticiden als organofosfaat of pyrethroïde niet effectief is. Gezien de zorgen om de gezondheidsrisico's en de logistieke problemen die het gebruik van insecticiden en bestrijdingsmiddelen met zich meebrengen, geeft men de voorkeur aan het verminderen van open waterbronnen door het aanpassen van de omgeving als manier om de besmetting onder controle te krijgen. Men kan muggenbeten voorkomen door kleding te dragen die de huid volledig bedekt, door een klamboe te gebruiken wanneer men slaapt en/of door een insectenwerend middel aan te brengen (DEET is het meest effectief).
Een andere methode die uitgeprobeerd wordt om het probleem bij A. aegypti aan te pakken, is het uitzetten van exemplaren die besmet zijn met de bacterie Wolbachia. De bacterie werkt als een vaccin voor de muggen. De hoop is dat de besmette muggen, die de bacterie van generatie op generatie doorgeven, uiteindelijk de niet-besmette muggen wegconcurreren.
Op 9 december 2015 ontving het Franse farmaceutische bedrijf Sanofi Pasteur in Mexico goedkeuring voor zijn knokkelkoortsvaccin Dengvaxia.
Dengvaxia is een levend vaccin. De brede vaccinatie die in 2016 in de Filipijnen gestart werd, moest echter in november 2017 na waarschuwingen van de producent plots gestopt worden.
De Katholieke Universiteit Leuven kondigde in oktober 2021 aan dat ze in samenwerking met Janssen Pharmaceutica een antiviraal middel tegen Dengue heeft ontwikkeld, dat ook ter preventie gebruikt kan worden.
Eind 2022 keurde het Europees Geneesmiddelenbureau (EMA) het vaccin Qdenga van de Japanse farmaceut Takeda goed voor gebruik in de Europese Unie. Het beschermt tegen de serotypes DENV-1, -2, -3 en -4. Sinds april 2023 is dit vaccin ook in Nederland verkrijgbaar.

## Behandeling
Er zijn geen specifieke behandelingen voor dengue. De behandeling is gericht op de symptomen en varieert van orale rehydratietherapie thuis met een zorgvuldige vervolgcontrole tot ziekenhuisopname met toediening van vloeistoffen via een infuus en/of bloedtransfusie. Het besluit tot ziekenhuisopname wordt meestal gebaseerd op de aanwezigheid van de "waarschuwingssignalen" in de bovenstaande tabel, vooral bij patiënten met bestaande aandoeningen.
Intraveneuze vochttoediening is meestal slechts een of twee dagen nodig. De toedieningssnelheid van de vloeistof wordt gebaseerd op een urineproductie van 0,5 tot 1 ml/kg/uur, stabiele vitale functies en normalisatie van het hematocriet. Ingrijpender medische behandelingen zoals inbrengen van een maagsonde, intramusculaire injecties en slagaderpuncties worden vermeden met het oog op het risico van bloedingen. Paracetamol wordt gebruikt tegen de koorts en ongemakken, terwijl ontstekingsremmers NSAID's zoals ibuprofen en aspirine worden vermeden omdat ze het risico van bloedingen kunnen verhogen. Bloedtransfusie wordt al snel uitgevoerd bij patiënten die instabiele vitale functies vertonen bij afnemende hematocrietwaarden, omdat men liever niet wacht totdat het hemoglobinepeil is afgenomen tot een vooraf bepaald "startniveau" voor transfusies. Erytrocytenconcentraat of volbloed wordt aanbevolen, maar bloedplaatjes en vers bevroren plasma meestal niet.
Tijdens de herstelfase worden geen vloeistoffen meer via een infuus toegediend om een toestand van te groot circulerend volume te voorkomen. Als het bloedvolume te groot wordt en de vitale functies stabiel zijn, kan het stoppen met vloeistoftoediening voldoende zijn. Wanneer de patiënt buiten de kritieke fase is, kan een lisdiureticum zoals furosemide worden gebruikt om het teveel aan vloeistof uit de bloedsomloop te verwijderen.

## Epidemiologie

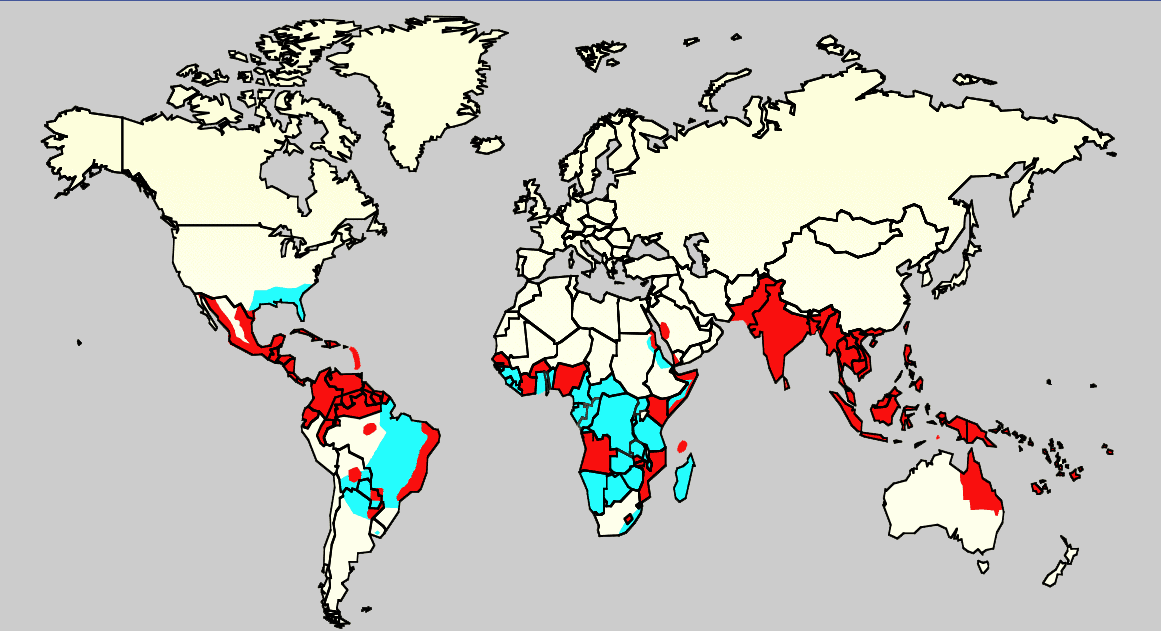
Verspreiding van dengue in 2006
Epidemische dengue en Ae. aegypti (rood)
Alleen Ae. aegypti (blauw)

Sterfgevallen door dengue-koorts per miljoen personen in 2012

De meeste mensen met dengue genezen zonder blijvende problemen. Het sterftepercentage is 1 tot 5% zonder behandeling en minder dan 1% met een goede behandeling, maar voor ernstige gevallen geldt een sterftepercentage van 26%. Dengue is endemisch in meer dan 110 landen. Wereldwijd worden er 50 tot 100 miljoen mensen mee geïnfecteerd, wat leidt tot een half miljoen ziekenhuisopnamen en ongeveer 12.500 tot 25.000 sterfgevallen.
Als de meest voorkomende virusziekte die wordt overgedragen door geleedpotigen heeft dengue een ziektelast van naar schatting 1600 levensjaren gecorrigeerd voor beperkingen per miljoen mensen, wat vergelijkbaar is met andere kinder- en tropische ziekten zoals tuberculose. Als tropische ziekte is dengue de belangrijkste ziekte na malaria, hoewel de Wereldgezondheidsorganisatie (WHO) dengue rekent tot een van de zestien verwaarloosde tropische ziekten.
Tussen 1960 en 2010 is het percentage nieuwe gevallen van dengue verdertigvoudigd. Deze toename wordt toegeschreven aan een combinatie van verstedelijking, bevolkingsgroei, toegenomen internationaal verkeer en opwarming van de Aarde. De geografische spreiding ligt rond de evenaar, waarbij 70% van de in totaal 2,5 miljard mensen wonen in endemische gebieden van Azië en de Stille Oceaan. In de Verenigde Staten bedraagt het percentage dengue-infecties van degenen die met koorts terugkeren uit een endemisch gebied 2,9 tot 8,0% en het is in deze groep de op een na meest gediagnosticeerde infectie (na malaria).
Tot 2003 werd dengue geclassificeerd als potentieel wapen voor bioterrorisme, maar in latere rapporten werd deze classificatie verwijderd omdat het naar verwachting te moeilijk over te dragen is en slechts hemorragische koorts teweegbrengt bij een relatief klein deel van de bevolking.
Net als de meeste arbovirussen handhaaft het denguevirus zich in de natuur in cycli die samenhangen met bloedzuigende insecten en gewervelde gastheren. De virussen handhaven zich in de bossen van Zuidoost-Azië en Afrika door overdracht van Aedes-vrouwtjesmuggen (van een andere soort dan A. aegypti) op nakomelingen en op lagere primaten. Op het platteland wordt het virus overgedragen op mensen door de A. aegypti en andere soorten Aedes zoals de A. albopictus. In kleine en grote steden wordt het virus voornamelijk overgedragen op mensen door de A. aegypti, die zich uitstekend aan de mens heeft aangepast. In alle omgevingen dragen lagere primaten en mensen sterk bij aan de toename van de circulerende denguevirussen. Dit wordt amplificatie genoemd. De stedelijke cyclus is het belangrijkst voor infecties van mensen en dengue-infecties zijn vooral beperkt tot kleine en grote steden. In de laatste decennia is het aantal epidemieën en circulerende virussen toegenomen door de groei van dorpen en kleine en grote steden in de endemische gebieden en door de toegenomen mobiliteit van mensen. Dengue was ooit beperkt tot Zuidoost-Azië, maar heeft zich nu verspreid over Zuid-China, landen in de Stille Oceaan en Amerika, en kan een bedreiging vormen voor Europa.

## Geschiedenis
Het eerste rapport van een vermoedelijk geval van dengue is te vinden in een Chinese medische encyclopedie uit de Jin-dynastie (265–420 n. C.) waarin melding wordt gemaakt van een "watergif" dat verband houdt met vliegende insecten. Er zijn beschrijvingen van epidemieën in de 17e eeuw, maar de meest betrouwbare verslagen van dengue-epidemieën dateren van 1779 en 1780, toen Azië, Afrika en Noord-Amerika werden getroffen door een epidemie. Sinds die tijd tot 1940 kwamen epidemieën weinig voor.
In 1906 werd overdracht door de Aedes-muggen bevestigd en in 1907 was dengue de tweede ziekte (na gele koorts) waarvan bekend was dat deze werd veroorzaakt door een virus. Verder onderzoek door John Burton Cleland en Joseph Franklin Siler maakte het elementaire inzicht in de overdracht van dengue compleet.
De opvallende verspreiding van dengue tijdens en na de Tweede Wereldoorlog is toegeschreven aan ecologische ontwrichting. Dezelfde trends leidden ook tot de verspreiding van verschillende serotypen van de ziekte over nieuwe gebieden en tot de opkomst van hemorragische dengue. Deze ernstige vorm van de ziekte werd voor het eerst gemeld in de Filipijnen in 1953. In de jaren 70 was deze uitgegroeid tot een belangrijke oorzaak van kindersterfte en had de ziekte zich uitgebreid over de Stille Oceaan en Noord- en Zuid-Amerika. Hemorragische dengue en het dengue-shocksyndroom werden voor het eerst ontdekt in Midden- en Zuid-Amerika in 1981, toen mensen DENV-2 opliepen nadat ze een aantal jaren eerder geïnfecteerd waren met DENV-1.

### Etymologie
De oorsprong van het woord "dengue" is niet duidelijk, maar er is een theorie die ervan uitgaat dat het is afgeleid van de term Ka-dinga pepo in het Swahili waarmee de ziekte wordt omschreven als het gevolg van een boze geest. Het Swahili-woord dinga kan afkomstig zijn van het Spaanse woord dengue, dat zoiets als "overgevoelig" of "voorzichtig" betekent, de manier van bewegen van iemand met pijnlijke botten die lijdt aan dengue. Het is echter ook mogelijk dat het Spaanse woord is afgeleid van het gelijkluidende woord in het Swahili. Van slaven in West-Indië die dengue opliepen, werd gezegd dat ze de houding en loop van een dandy hadden en de ziekte stond bekend als "dandykoorts".
Dengue wordt in het Engels "botbreukkoorts" genoemd, een term die voor het eerst werd gebruikt door de arts en grondlegger van de VS Benjamin Rush in een rapport uit 1789 over de epidemie van 1780 in Philadelphia. In het rapport gebruikt hij vooral de formelere omschrijving "galverminderende koorts". De term dengue werd pas algemeen gebruikt na 1828. Andere termen uit het verleden zijn onder meer "hartbreukkoorts" en "la dengue". Termen voor ernstige ziekte zijn onder meer "infectieuze trombocytopenische purpura" en "Filipijnse", "Thaise" of "Singaporese hemorragische koorts".

## Wetenschappelijk onderzoek

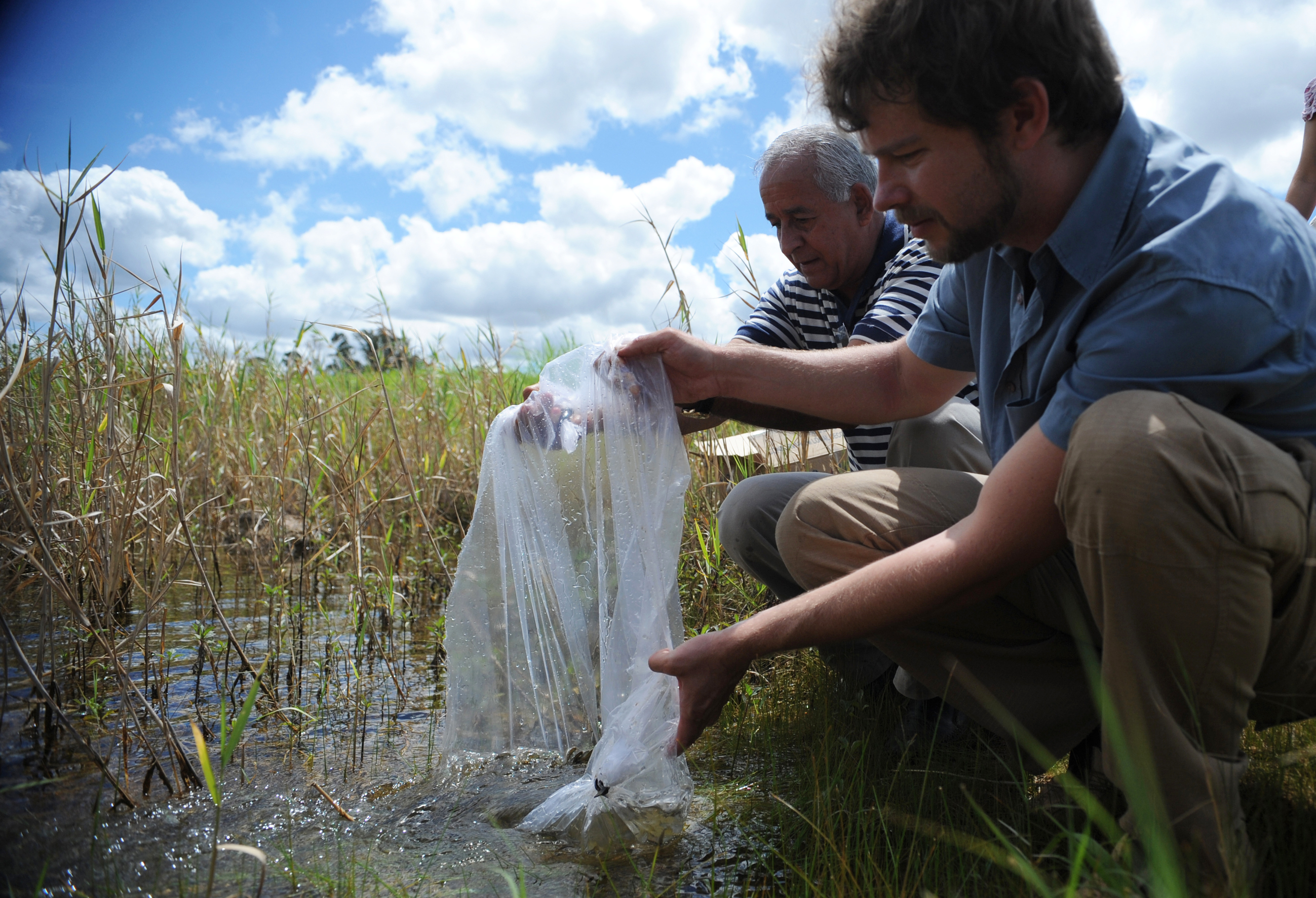
Functionarissen voor openbare gezondheid zetten P. reticulata jonge vis uit in een kunstmatig meer in het district Lago Norte in Brasília (Brazilië) als onderdeel van beheersing van geïnfecteerde insecten.

Onderzoeken naar de preventie en behandeling van dengue omvatten verschillende manieren van dit soort insectenbeheersing, vaccinontwikkeling en antivirale middelen.
Ten aanzien van insectenbeheersing is met enig succes een aantal nieuwe methoden gebruikt om de hoeveelheden muggen terug te dringen, waaronder het in stilstaand water uitzetten van guppies (Poecilia reticulata) of roeipootkreeften die de muggenlarven eten. Er wordt nog gewerkt aan het infecteren van de muggenpopulatie met bacteriën van het geslacht Wolbachia die de muggen gedeeltelijk resistent maken tegen het denguevirus.
Er zijn lopende programma's waarin wordt gewerkt aan een denguevaccin dat geschikt is voor alle vier serotypen. Een van de bezwaren is dat een vaccin het risico van ernstige ziekte kan verhogen door antilichaam-afhankelijke versterking. Het ideale vaccin is veilig, werkt na een of twee injecties, is geschikt voor alle serotypen, draagt niet bij aan antilichaam-afhankelijke versterking, is gemakkelijk te vervoeren en te bewaren, en is zowel betaalbaar als rendabel. Sinds 2009 wordt een aantal vaccins getest. Hopelijk zijn in 2015 de eerste producten in de handel verkrijgbaar.
Naast pogingen om de verspreiding van de Aedes-mug te beperken en een vaccin tegen dengue te ontwikkelen wordt er voortdurend gewerkt aan antivirale middelen die gebruikt kunnen worden voor behandeling van dengue-koortsaanvallen en die ernstige complicaties kunnen voorkomen. De ontdekking van de structuur van de eiwitten van het virus kan bijdragen aan de ontwikkeling van effectieve medicijnen. Er zijn verschillende aannemelijke doelen. De eerste benadering is het gebruik van nucleosideanaloga voor het remmen van de virale RNA-afhankelijke RNA-polymerase (gecodeerd door NS5), dat het virale genetische materiaal kopieert. Daarnaast is het misschien mogelijk om specifieke remmers van het virale protease (gecodeerd door NS3) te ontwikkelen, die virale eiwitten splitsen. Tot slot kunnen wellicht instroomremmers worden ontwikkeld die voorkomen dat het virus cellen binnendringt, of remmers van het 5′ cap-proces dat nodig is voor virale replicatie.